# Drachenzähmen leicht gemacht: Die guten alten Zeiten
Drachenzähmen leicht gemacht: Die guten alten Zeiten (Originaltitel: How to Train Your Dragon: Homecoming) ist ein US-amerikanischer computeranimierter Kurzfilm von DreamWorks Animation aus dem Jahr 2019. Der Kurzfilm spielt inhaltlich 10 Jahre nach der eigentlichen Handlung von Drachenzähmen leicht gemacht 3: Die geheime Welt, jedoch noch vor dessen Epilog.

## Handlung
Es sind in der Zwischenzeit 10 Jahre vergangen, seitdem die Berkianer und ihre Drachen getrennt voneinander leben und sich auch nicht mehr wiedergesehen haben. In Neu-Berk steht gerade das alljährliche Snoggletog-Fest vor der Tür und Hicks erzählt seinem Sohn Nuffink, wie er immer noch jedes Jahr, auch seitdem die Drachen nicht mehr da sind, ein Festmahl für Ohnezahn zubereitet. Während Nuffink zunächst voller Begeisterung ist und seinem Vater beim Angeln helfen möchte, sieht es bei Zephyr, der älteren Tochter von Hicks und Astrid, ganz anders aus. Sie bastelt an einem Drachen-Abwehrsystem, nachdem sie alte Aufzeichnungen von Hicks Vater Haudrauf gefunden hat, in denen Drachen als riesige feuerspeiende Monster dargestellt werden. Astrid bringt Hicks daraufhin auf die Idee, ein Theaterspiel aufzuführen, bei dem den Kindern gezeigt werden soll, wie Drachen ihre Freunde wurden. Hicks ist von der Idee begeistert und sie beschließen am nächsten Tag, mit Grobian über alles Weitere zu sprechen.
Doch durch das ganze Gerede über Drachen merkt Hicks, wie sehr er die Drachen doch vermisst. Aber auch Ohnezahn, der zusammen mit den anderen Drachen in der geheimen Welt lebt, scheint seinen Freund Hicks zu vermissen. Er malt ein Bild von Hicks auf einer Insel in den Sand und zeigt es seiner Partnerin und deren drei Kindern. Die Kinder, die Hicks noch nie gesehen haben, sind neugierig und beschließen in der Nacht, die geheime Welt zu verlassen, um Hicks aufzusuchen. Einige Zeit später wachen Ohnezahn und seine Partnerin auf, stellen fest, dass ihre Kinder verschwunden sind und beginnen sie zu suchen.
Währenddessen laufen in Neu-Berk bereits die Vorbereitungen für das Theaterspiel. Nachdem Grobian, der mit dem Theaterspiel vor allem seinen alten Freund Haudrauf ehren möchte, das Manuskript geschrieben hat, wird schließlich nach einem Vorsprechen die Besetzung festgelegt. So wird die Rolle von Hicks an Taffnuss vergeben, während Grobian selbst die Rolle von Haudrauf übernimmt. Hicks, der weder mit der Besetzung noch mit der von Grobian abgewandelten Geschichte sonderlich glücklich ist, findet sich letztlich mit der Situation ab und bastelt an einer mechanischen Apparatur, die Ohnezahn darstellen soll. In der Zwischenzeit haben auch Ohnezahns Kinder die Insel erreicht, beobachten das Geschehen aber schließlich von einem Felsvorsprung aus der Ferne. Am Abend treffen dann auch Ohnezahn und seine Partnerin ein, entscheiden sich aber ebenfalls, gemeinsam mit ihren drei Kindern, die beginnende Aufführung anzusehen.
Anders als erhofft, zeigen sich die Kinder von Neu-Berk von dem Theaterspiel zunächst völlig unbeeindruckt. Als dann auch noch durch ein Missgeschick, ausgelöst von Grobian, die Bühne in Brand gerät, scheint die Vorstellung in einem kompletten Desaster zu enden. Hicks, der derweil die Kontrolle über sein Kostüm verloren hat, stolpert und stürzt schließlich von der Klippe. Doch Ohnezahn eilt ihm zur Hilfe und setzt ihn wieder auf dem Boden ab, ohne dass Hicks realisiert, was wirklich passiert ist. Als sich dann der Rauch auf der Bühne langsam lichtet, entscheidet Ohnezahn, die Szene, wie sich die Berkianer mit den Drachen angefreundet haben, zusammen mit Grobian zu Ende zu spielen. Daraufhin ist das Publikum, welches die ganze Aufführung nur für eine Inszenierung hält, völlig begeistert, und schließlich rennt Zephyr hinter die Bühne, um ihren Vater anzutreffen. Doch anders als erwartet trifft sie dort auf den echten Ohnezahn, was ihre Einstellung gegenüber Drachen vollständig ändert.
Auf dem Heimweg sehen Hicks und Astrid, wie die Kinder von Neu-Berk nun voller Faszination auf die Drachen und den mutigen Haudrauf blicken. Zu Hause angekommen, entdecken sie einen leuchtenden Kristall auf ihrem Kamin, und Astrid stellt fest, dass die Schüssel mit Ohnezahns Festmahl leer ist. Als Hicks dann zusammen mit Astrid ins Freie eilt, sehen sie Ohnezahn mit seiner Familie am Nachthimmel davonfliegen. Astrid merkt daraufhin an, dass sie wohl nun an der Reihe wären, Ohnezahn und seine Familie in der geheimen Welt zu besuchen.

## Veröffentlichung
Die Erstausstrahlung von Drachenzähmen leicht gemacht: Die guten alten Zeiten erfolgte am 3. Dezember 2019 im amerikanischen Fernsehen auf NBC. Die deutsche Fassung wurde erstmals am 20. Dezember 2019 auf Super RTL gezeigt.
Der Kurzfilm ist auf DVD sowie bei dem Video-on-Demand-Dienst Prime Video erhältlich.

## Synchronisation
Die deutschsprachige Fassung wurde von der Interopa Film GmbH in Berlin, die bereits für die Synchronisation der drei Filme verantwortlich war, produziert. Das Dialogbuch schrieb Andreas Pollak, der auch die Dialogregie führte.
| Originalrollenname            | Originalsprecher         | Deutscher Rollenname  | Deutscher Sprecher  |
| ----------------------------- | ------------------------ | --------------------- | ------------------- |
| Hiccup Horrendous Haddock III | Jay Baruchel             | Hicks der Hüne III.   | Daniel Axt          |
| Astrid Hofferson              | America Ferrera          | Astrid Hofferson      | Anne Helm           |
| Gobber the Belch              | Craig Ferguson           | Grobian der Rülpser   | Thomas Nero Wolff   |
| Fishlegs Ingerman             | Christopher Mintz-Plasse | Fischbein Ingerman    | Hannes Maurer       |
| Snotlout Jorgenson            | Zack Pearlman            | Rotzbakke Jorgenson   | Tim Sander          |
| Tuffnut Thorston              | Justin Rupple            | Taffnuss Thorston     | Nico Sablik         |
| Ruffnut Thorston              | Kristen Wiig             | Raffnuss Thorston     | Britta Steffenhagen |
| Zephyr                        | Madalyn Gonzalez         | Zephyr                | Helena Wolfram      |
| Nuffink                       | Liam Ferguson            | Nuffink               | Toni Wegewitz       |
| Stoick the Vast               | Gerard Butler            | Haudrauf der Stoische | Tilo Schmitz        |

## Auszeichnungen
Drachenzähmen leicht gemacht: Die guten alten Zeiten war in drei Kategorien bei den Annie Awards 2020 nominiert und gewann in der Kategorie Best Special Production.